# Cantone di Romans-sur-Isère-2
Il Cantone di Romans-sur-Isère-2 era un cantone della Francia dell'arrondissement di Valence.
A seguito della riforma approvata con decreto del 20 febbraio 2014, che ha avuto attuazione dopo le elezioni dipartimentali del 2015, è stato soppresso.

## Composizione
Comprendeva la parte orientale della città di Romans-sur-Isère e i comuni di:
- Le Chalon
- Châtillon-Saint-Jean
- Crépol
- Génissieux
- Miribel
- Montmiral
- Parnans
- Saint-Bonnet-de-Valclérieux
- Saint-Laurent-d'Onay
- Saint-Michel-sur-Savasse
- Saint-Paul-lès-Romans
- Triors